# 訳経史区分
訳経史区分（やっきょうしくぶん）とは、中国における仏典の訳経史（サンスクリット等で書かれた原典の漢訳の歴史）における時代区分のことである。

## 旧訳と新訳
唐の玄奘以後の訳経を新訳（しんやく）と呼び、それ以前の訳経を旧訳（くやく）と呼ぶ。玄奘は誤りや訛が多いとして旧訳には批判的であった。訳例を以下に示す。
| サンスクリット | 旧訳                            | 新訳              |
| -------------- | ------------------------------- | ----------------- |
| skandha        | 五陰                            | 五蘊              |
| yojana         | 由旬（ゆじゅん） 兪旬、由延とも | 踰闍那 踰繕那とも |
| sattva         | 衆生                            | 有情              |

## 古訳
訳経史上では、鳩摩羅什以前の訳を古訳と言って旧訳から区別することがある。
古訳時代の代表的訳者は
- 安世高（後漢）
- 支婁迦讖（後漢）
- 支謙（呉）
- 竺法護（西晋）

である。